# Французско-шведские отношения
Французско-шведские отношения — двусторонние дипломатические отношения между Францией и Швецией.

## История
В 799 году состоялся один из первых контактов между странами во время набега викингов на северное побережье Франции. В марте 845 года легендарный датско-шведский король Рагнар Лодброк провёл 120 кораблей по реке Сена для осады Парижа. Викинги сняли осаду Парижа после месяца боев, когда король Западно-Франкского королевства Карл II Лысый заплатил им 7 000 фунтов серебра и золота. В 911 году после многочисленных атак викингов,
король Западно-Франкского королевства Карл III Простоватый уступил им город Сен-Клер-сюр-Эпт .
В 1499 году страны подписали Торговый договор, согласно которому Швеция поставила Франции шкуры, меха, масло, рыбу, смолу, древесину для военно-морского флота, железо и медь. Взамен французы поставили соль, пшеницу, вино, холст, специи. В 1631 году во время Тридцатилетней войны Франция и Швеция подписали Бервальдский договор, который обязывал шведов поддерживать армию в 36 000 военнослужащих, а французы предоставляли взамен экономическую помощь в размере 400 000 рейхсталеров. В 1700-х годах французская культура и французский язык стали оказывать большое влияние на шведскую монархию: король Швеции Густав III получил образование во Франции. Швеция создала Шведскую королевскую академию наук по образцу Французской академии наук.
В 1805 году Швеция вступила в Войну третьей коалиции и сражалась против французов во Франко-шведской войне. Война продолжалась до января 1810 года, когда Швеция была побеждена Францией и в результате страны подписали мирный Парижский договор. В том же году маршал Франции Карл XIV Юхан (один из соратников императора французов Наполеона I) был избран наследником бездетного короля Швеции Карла XIII. Карл XIV Юхан был избран отчасти потому, что его кандидатуру поддержала значительная часть шведской армии, что было важно так как впереди предстояли сражения с Российской империей, а также благодаря его милосердию к шведским военнопленным в Любеке. Однако, в 1813 году Карл XIV Юхан выступил против Наполеона I во время Войны шестой коалиции, в которой Наполеон I проиграл и был сослан на остров Эльба в 1814 году. После окончания Наполеоновских войн Швеция официально объявила о своём нейтралитете во всех возможных будущих конфликтах. В 1818 году Карл XIV Юхан был официально коронован и стал королем Швеции, основав династию Бернадоты, из которой происходит правящая в настоящее время шведская королевская семья.
Во время Первой мировой войны и Второй мировой войны Швеция придерживалась политики нейтралитета. Во время Второй мировой войны рожденный во Франции шведский дипломат Рауль Нордлинг тайно встретился с германским генералом Дитрихом фон Хольтицем, чтобы попытаться остановить кровопролитие в Париже и уберечь этот город от разрушений во время военной операции сил Антигитлеровской коалиции. После окончания Второй мировой войны Франция и Швеция присоединились к Европейскому союзу. Лидеры обеих стран провели множество двусторонних встреч на высоком уровне, налажено сотрудничество и в многосторонних организациях. Во Франции проживает около 15 000 шведских граждан и около 3 500 французов живет в Швеции.

## Военное сотрудничество
Между Францией и Швецией не налажено плотного взаимодействия в оборонной сфере, поскольку Швеция отдаёт предпочтение сотрудничеству с соседними странами. Примером взаимодействия является участие военно-воздушных сил Швеции в Интервенции в Ливии, в котором участвовали в том числе и французские военнослужащие. Военнослужащие Швеции неоднократно сотрудничали с французскими войсками в Африке (особенно во время кампании в Демократической Республики Конго), а также в ЮНИФИЛ и EUFOR.

## Торговля
В 2015 году товарооборот между странами составил сумму 10 млрд евро. В 2014 году Швеция была 16-м крупнейшим партнёром Франции и 18-м крупнейшим поставщиком товаров в эту страну. В то же время Франция была 8-м крупнейшим партнёром Швеции и 9-м крупнейшим поставщиком товаром. В 2013 году прямые иностранные инвестиции Франции в Швецию составили сумму 3,3 млрд евро и были сосредоточены прежде всего в секторах агропромышленного комплекса, оборудования и электротоваров. В этот же период шведские прямые иностранные инвестиции во Францию составили сумму 5,2 млрд евро, большая часть которых пришлась на автомобильную промышленность. Шведские компании, такие как IKEA и Volvo, имеют представительства во Франции.

## Дипломатические миссии
- У Франции имеется посольство в Стокгольме[9].
- Швеция содержит посольство в Париже[10].